# ثيو ستيفنسون
ثيو ستيفنسون (بالإنجليزية: Theo Stevenson)‏ هو ممثل بريطاني، ولد في 27 فبراير 1998 في المملكة المتحدة.

## أعمال

### أفلام
- (2008) في بروج[1]

## وصلات خارجية
- ثيو ستيفنسون على موقع IMDb (الإنجليزية)
- ثيو ستيفنسون على موقع قاعدة بيانات الأفلام العربية
- ثيو ستيفنسون على موقع ألو سيني (الفرنسية)
- ثيو ستيفنسون على موقع أول موفي (الإنجليزية)
- ثيو ستيفنسون على موقع قاعدة بيانات الفيلم (الإنجليزية)
- ثيو ستيفنسون على موقع كينوبويسك (الروسية)